# Голманске рукавице
Голманске рукавице су дио опреме фудбалских голмана. Рукавице се носе да би голман заштитио руке од удараца као и да би се омогућило боље приањање при хватању лопте.

## Историја[2]
Прве голманске рукавице је направио Британац Вилијам Сајкс, произвођач фудбалских лопти 1885. године. Рукавице су биле од коже обложене слојем индијске гуме. Ипак, ова иновација није заживјела међу тадашњим чуварима мреже па је једва неколико голмана носило такве рукавице и то у лошим времеским условима, док су остали носили вунене или баштенске рукавице.
Први голман који је рукавице користио на свакој утакмици је био Аргентинац Амадео Каризо, познат под надимком Тарзан, који је као дугогодишњи голман Ривер Плејта осим рукавица као иновацију увео и истрчавања ван казненог простора што дотадашњи голмани нису радили. Каризо је своју каријеру почео 1945. у Риверу, а завршио у колумбијском Милионариосу 1970. Ипак, и након Кариза већина голмана, чак и они најпознатији, су носили рукавице само у лошим временским условима и то су већином биле обичне баштенске рукавице. Међу првим намјенски направљеним голманским рукавицама су биле оне за енглеског голмана Гордона Бенкса за Светско првенство 1970.
Први произвођачи голманских рукавица су били Stanno, Reusch, Uhlsport и Sondico који су израђивали рукавице по наруџби, како за професионалне тако и аматерске голмане. Међу првим корисницима поред Бенкса су били Сеп Мајер и Дино Зоф. Нове рукавице су поред заштите за руке имале и особину бољег приањања лопте приликом хватања.
У периоду између 1970. и 1980. рукавице су постале обавезан дио голманске опреме и произвођачи су вршили истраживања тражећи најпогоднији материјал који би омогућио најбоље приањање лопте. Експериментовало се са фротиром, пресвалакама за рекете за стони тенис и латексом, који је и прихваћен као најпогоднији материјал.
У периоду након 1980. технологија израде голманских рукавица је изузетно напредовала. Најчешћи материјал је и даље латекс који пружа најбоље приањање, најдуже траје и лако се пере.

## Типови голманских рукавица
- рукавице (рукавице са равним дланом) су рукавице које имају два дијела од латекса: један који покрива длан и други који покрива дугу страну шаке. Између њих је тканина која пружа подршку прстима смањује могућност повреде и подржава испаравање зноја. Овај тип користи већина европских голмана.
- рукавице (рукавице са замотаним прстима) такође имају два дијела од латекса, али умјесто ојачања латекса на прстима, прсти су код овог типа рукавица увијени у латекс што омогућава предност при хватању лопте. Овај тип рукавице је све популарнији и користи га велики број голмана у Уједињеном Краљевству.
- Рукавице са негативним резом су сличне првом типу с тим што је све ушивено унутар рукавице, за разлику од рукавица са равним дланом гдје су конци напољу.

Поред ових типова користе се и разне комбинације. Тако је голман Бајерн Минхена Мануел Нојер у једном периоду носио рукавицу са четири прста гдје су кажипрст и средњи прст спојени у један.

## Припрема рукавица за кориштење[6]
Прије употребе рукавице треба наквасити под млазом воде, затим их исциједити како не би биле натопљене, већ само влажне. Затим прије навлачења рукавица треба дланове руке полити водом па скупити и опружити шаку како би се сваки прст спојио с рукавицом.
Рукавице не треба квасити ако је терен натопљен јер ће тада лопта клизити с њих.

## Занимљивости
Многи голмани и у новије вријеме покушавају да бране пенале који се изводе при одлучивању побједника без рукавице како би збунили извођаче. Најпознатији примјер је португалски голман Рикардо Переира који је у четвртфиналу Европског првенства 2004. прво голим рукама одбранио пенал Енглезу Даријусу Васелу, а затим постигао побједоносни гол.